# 綱渡りの男
『綱渡りの男』（つなわたりのおとこ、Man on a Tightrope）は、1953年に公開されたアメリカ合衆国の映画。監督はエリア・カザン。主演はフレドリック・マーチ、テリー・ムーア、グロリア・グレアム。第3回ベルリン国際映画祭出品作品。
サーカスの一座が東ドイツから西ドイツへ亡命するまでを描く。サーカス・ブランバッハが実際に行った亡命計画を基に、1952年に発表された短編小説「国際事件」を原作としている。なお、本作の製作にもサーカス・ブランバッハが全面協力した。

## キャスト
※括弧内は日本語吹替（初回放送1970年8月23日『日曜洋画劇場』）
- カレル：フレドリック・マーチ（小林昭二）
- テレザ：テリー・ムーア（山崎左度子）
- ザマ：グロリア・グレアム（楠侑子）
- ジョー：キャメロン・ミッチェル（堀勝之祐）
- フェスカー：アドルフ・マンジュー（早野寿郎）
- バロヴィッチ：ロバート・ビーティ（大塚周夫）
- ルドルフ：アレクサンダー・ダーシー（羽佐間道夫）
- クロフタ：リチャード・ブーン（中村正）
- コンラディン：パット・ヘニング（江角英明）
- ヤロミール：ポール・ハートマン（吉沢久嘉）
- チーフ：ジョン・デナー

## スタッフ
- 監督：エリア・カザン
- 製作：ロバート・L・ジャックス
- 原作：ニール・パターソン
- 脚本：ロバート・E・シャーウッド
- 撮影：ゲオルグ・クラウゼ
- 音楽：フランツ・ワックスマン

## 受賞
- 第3回ベルリン国際映画祭 ドイツ上院陪審賞（エリア・カザン）